# 21054 Ojmjakon
21054 Ojmjakon este o planetă minoră (asteroid), cu un diametru de 10,536 km, din centura de asteroizi. A fost descoperită pe 15 noiembrie 1990 la Observatorul La Silla de Eric Walter Elst. 
Obiectul prezintă o orbită caracterizată de o semiaxă mare de 3,0088024 UAi, o excentricitate de 0,1, o înclinație de 11,56261 ° în raport cu ecliptica.